# Лопач Микола Павлович
Микола Павлович Лопач (нар. 1922, Руда — пом. 1987) — полковник Радянської Армії, учасник Великої Вітчизняної війни, Герой Радянського Союзу (1943).

## Біографія
Микола Лопач народився 13 січня 1922 року в селі Руда (нині — Білоцерківський район Київської області України). Рано залишився сиротою, жив на Донбасі. Після закінчення дев'яти класів школи працював електронамотником. На початку німецько-радянської війни добровільно пішов на службу до Робочо-селянської Червоної Армії. У квітні 1942 року Лопач закінчив артилерійське училище і був направлений на фронт Великої Вітчизняної війни.
До осені 1943 року старший лейтенант Микола Лопач командував батареєю 383-го стрілецького полку 121-ї стрілецької дивізії 60-ї армії Центрального фронту. Відзначився під час Битви за Дніпро. Під керівництвом Лопача його батарея виготовила переправні засоби та переправилася на західний берег Дніпра, де взяла активну участь у боях за захоплення та утримання плацдарму, лише за перший день відбивши вісім німецьких контратак, знищивши 8 танків та велику кількість солдатів та офіцерів противника. Лопач особисто брав участь у боях. Так, на другий день боїв він знищив 2 танки, 2 дзоти, 3 кулемети, ведучи вогонь з відкритої позиції. Батареї вдалося утримати позиції до переправи основних сил.
Указом Президії Верховної Ради СРСР від 17 жовтня 1943 року за «мужність та відвагу, за вміле керівництво батареєю під час форсування Дніпра та утримання плацдарму» старший лейтенант Микола Лопач був удостоєний високого звання Героя Радянського Союзу з врученням ордена Леніна та медалі «Золота Зірка» за номером 1177.
Навесні 1945 року Лопач був тяжко поранений. Після закінчення війни він продовжив службу у Радянській Армії. 1947 року він закінчив Вищу офіцерську артилерійську школу. У 1972 році в званні полковника Лопача було звільнено в запас. Проживав і працював у Баку. В 1984 переїхав до Білої Церкви, де і помер 23 травня 1987 року.
Був також нагороджений орденом Вітчизняної війни 1-го ступеня, двома орденами Червоної Зірки та низкою інших медалей.